# Flugplatz Maia

i7
i11
i13
Der Flugplatz Maia (portugiesisch:Aeródromo Municipal da Maia, ICAO-Code: LPVL) ist ein Flugplatz in Portugal, 500 Meter von Vilar de Luz in der Gemeinde Folgosa im Kreis Maia entfernt. Er wird von Sport- und Privatflugzeugen genutzt. Da der benachbarte Großflughafen Porto vom Flugplatz Maia in ungefähr 20–25 Minuten erreichbar ist, wird er wohl nie große Bedeutung erlangen können.